# EVO1/o
EVO1/oは、チェコのコンソーシアムであるアライアンスTWが展開する路面電車車両の1形式。バリアフリーに適した超低床電車で、車体双方に乗降扉を有する両方向型車両である。

## 概要・運用
チェコのオロモウツ市内で路面電車（オロモウツ市電）を運行するオロモウツ公共交通会社（Dopravní podnik města Olomouce、DPMO）は、2017年にコンソーシアムのアライアンスTWの中核企業であるプラゴイメックス（Pragoimex）に対し、車内全体が低床構造となっている路面電車車両のEVO1の発注を実施し、翌2018年から営業運転に投入した。これらのうち、車体の両側に乗降扉が設置されている片運転台車両がEVO1/oである。
これは工事等でループ線が使用できず、片側にのみ乗降扉がある車両の導入が難しい場合に備えて導入されたもので、車体右側に4箇所、左側に3箇所乗降扉が設けられている。営業運転時は1両による単行運転の他、背中合わせに連結した両運転台の2両編成での運用も可能である。そのためEVO1と比べ着席定員が減少している。それ以外の基本的な構造はEVO1に基づいており、車内は床上高さを350 mm - 500 mmに抑え、双方を緩い傾斜で繋ぐ事で段差がない100 %低床構造が実現されている。また、車内には冷暖房双方に対応した空調が完備されている他、充電用のUSBポートや監視カメラが設置されている。
2021年時点で3両（121 - 123）が在籍し、主に3・5号線で使用されていた。また、前年の2020年には増備車として1両（124）の追加発注が実施され、2022年に納入が行われた。更に翌2023年にはシュコダが開発した最新の衝突防止システムを搭載した9両の追加発注も行われ、2025年2月から順次営業運転に投入されている。

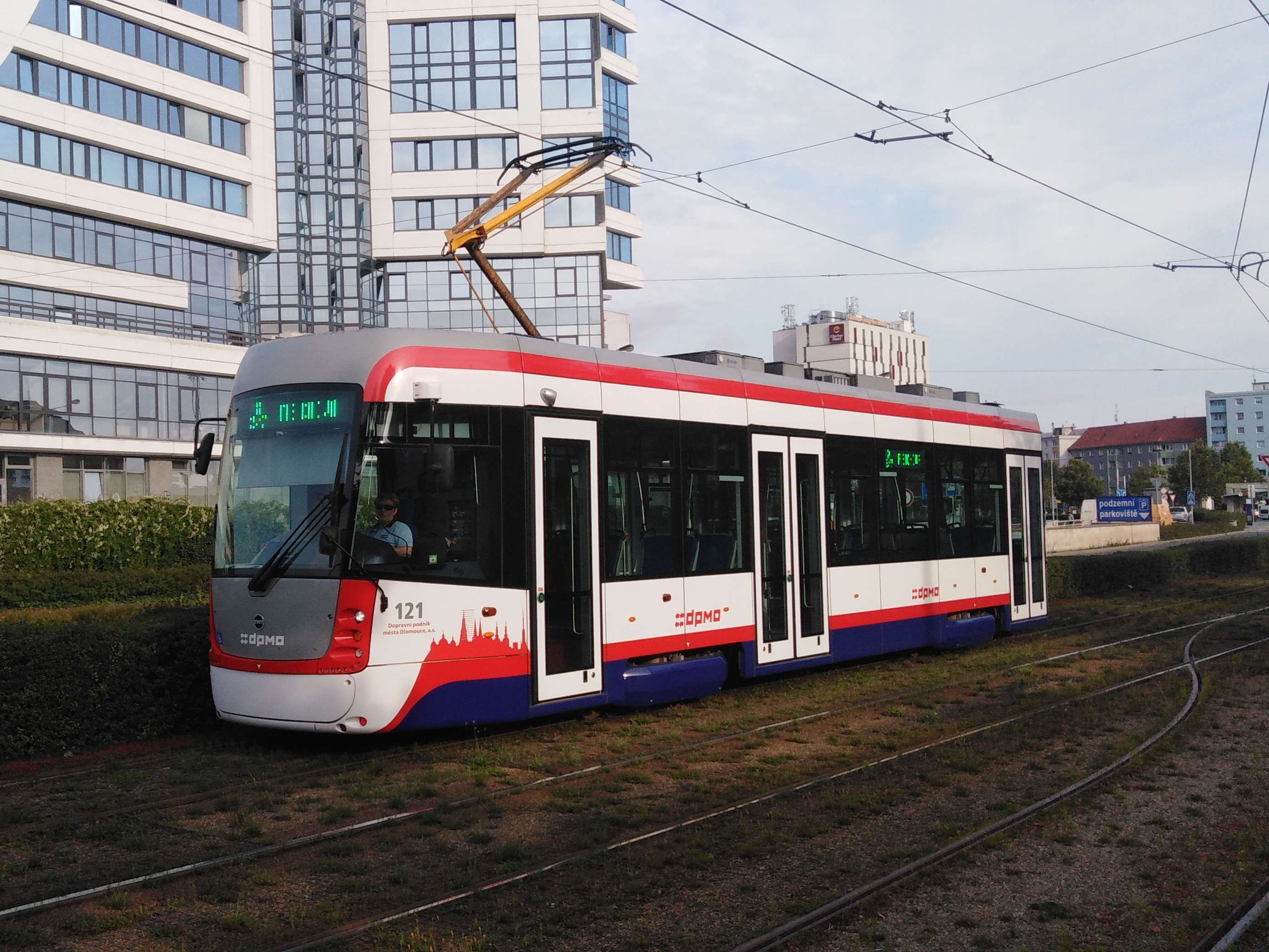
1両で走行するEVO1/o（2019年撮影）
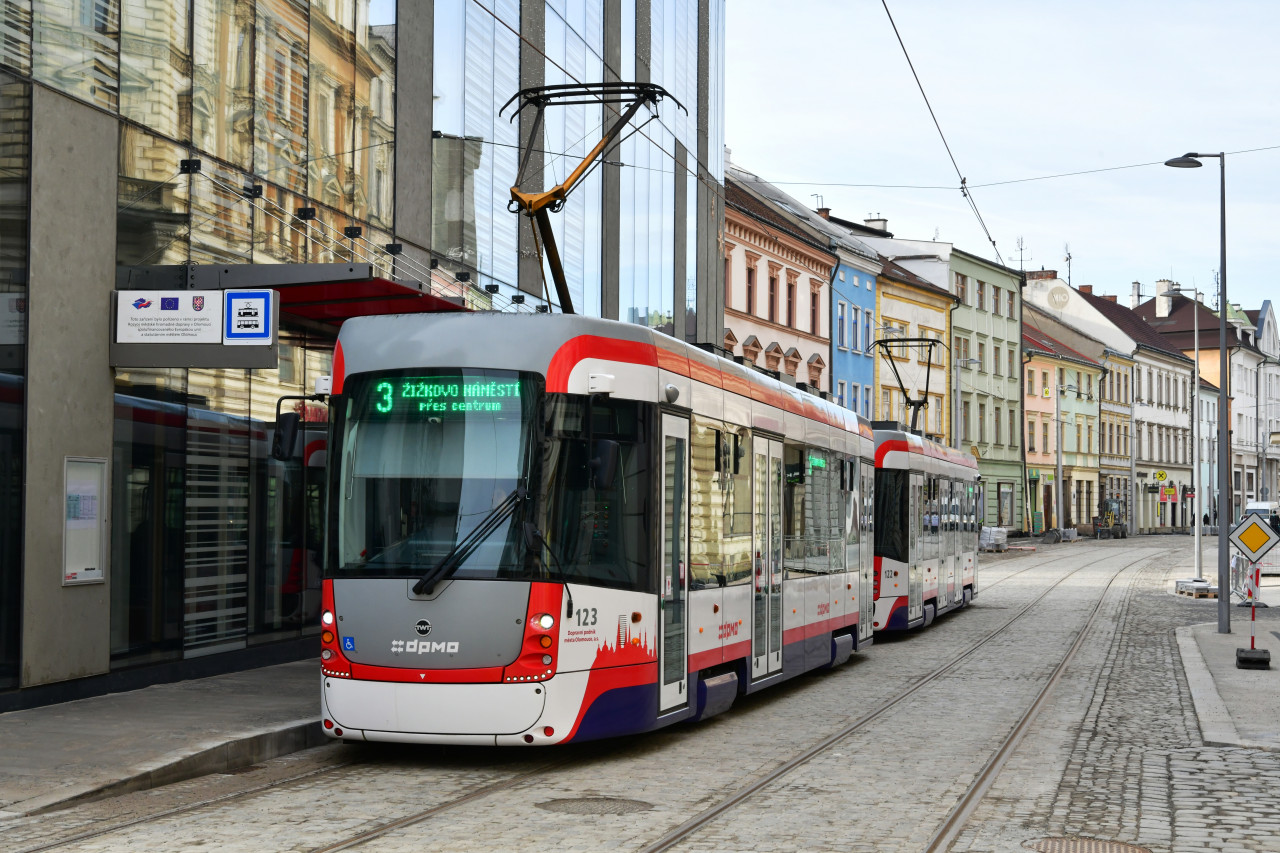
EVO1/o同士の2両編成（2021年撮影）
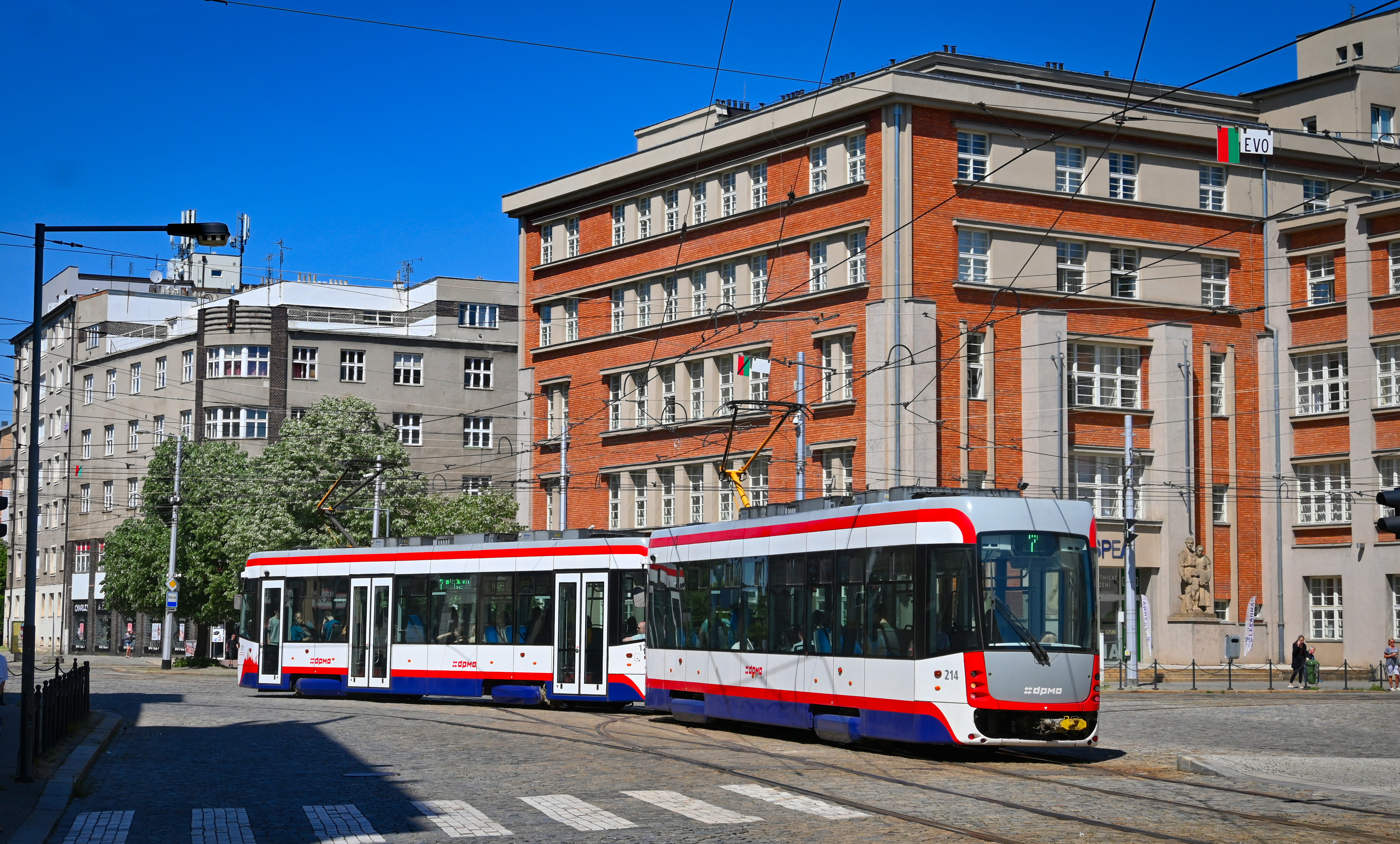
片運転台車両のEVO1との連結運転（2022年撮影）